# Leslie Parnas
Leslie Parnas (* 11. November 1931 in St. Louis; † 1. Februar 2022 in Venice) war ein US-amerikanischer Violoncellist und Musikpädagoge.

## Leben und Werk
Leslie Parnas studierte Cello am Curtis Institute of Music in Philadelphia unter anderem bei Gregor Piatigorsky. 1958 gewann er den Pau-Casals-Preis in Prades. 1959 gab er sein Debüt in New York. Er gab dann als Orchestersolist eine Reihe von Konzerten mit amerikanischen Orchestern. Er trat als Solist mit Orchestern auf der ganzen Welt auf und ging auf Tourneen in Europa, Israel und Russland. Er spielte eine Reihe von Kammermusikwerken auf Tonträger ein. Im Spiel wurde seine sichere Technik und ein direkt herangehender Phrasierungsansatz herausgestellt. Er unterrichtete von 1963 bis 2013 an der Boston University School of Music.